# The young person's guide to the orchestra
The young person’s guide to the orchestra is een compositie van Benjamin Britten. Het werk wordt gezien als een muziekeducatief werk. Britten had het werk op 31 december 1945 op papier staan.

## Inleiding
Britten nam een thema van Henry Purcell uit diens toneelmuziek voor Abdelazer van Aphra Brehn. Hij ontleedde dat en voegde zaken weer samen. Behalve dat het dus een educatief werk is, valt het tevens in het klassieke genre van thema en variaties.
Het leerzame (en niet alleen voor jongeren zoals de titel aangeeft) zit in het feit dat gedurende het werk elk muziekinstrument en elke secties aan muziekinstrumenten te horen is. Het begin van het werk is echter het samenspel van het gehele symfonieorkest, vervolgens valt het orkest uit elkaar in achtereenvolgend  houtblazers, koperblazers, strijkers en slagwerkers, daarna nog een herhaling door het gehele orkest. De variaties zijn achtereenvolgend door dwarsfluiten, hobo’s, klarinetten, fagotten, violen, altviolen, contrabassen, harpen, hoorns, trompetten, trombones, tuba, pauken en percussie. Het slot wordt gespeeld op de wijze van een fuga waarbij de diverse groepen na elkaar hun stem in de fuga toevoegen om uiteindelijk in het beginthema samen te eindigen.
The young person’s guide werd origineel opgenomen voor de film The instruments of the orchestra van Muir Mathieson, zodat de muziekinstrumenten ook zichtbaar herkenbaar waren. Malcolm Sargent met het London Symphony Orchestra gaven de voorstelling. Voorts was er een spreekstem benodigd, die de instrumenten aankondigde. Britten voorzag daarmee problemen in de toekomst, dus schreef meteen een versie zonder spreekstem.
De eerste keer dat het totaalpakket te horen en zien was, was op 29 november 1946 in een bioscoop. Sargent kon echter daarop niet wachten, want hij dirigeerde het werk al tijdens een concert op 15 oktober 1946 met het Liverpool Philharmonic Orchestra.

## Muziek
De muziekstijl van het werk is eveneens educatief. Het thema wordt gespeeld in de stijl van de Britse barok waarmee Purcell beroemd werd, de variaties laten daarna afwisselende stijlen horen tot de zeer moderne stijl van de variatie voor slagwerk.

### Delen
1. Thema: Allegro maestoso e largamente voor orkest, houtblazers, koperblazers, strijkers, percussie
2. Variaties A: presto; piccolo en fluit
3. Variatie B: lento voor hobo’s
4. Variatie C: moderato voor klarinetten
5. Variatie D: allegro alle marcia voor fagotten
6. Variatie E: Brillante, alle polka voor violen
7. Variatie F: Meno mosso voor altviolen
8. Variatie G: voor celli
9. Variatie H: Cominciando lento ma poco a poco accellerando al allegro voor contrabassen
10. Variatie I: Maestoso voor harp
11. Variatie J: L’istesso tempo voor hoorns
12. Variatie K: vivace voor trompetten
13. Variatie L: allegro pomposo voor trombones en tuba
14. Variatie M: moderato voor percussie eerst solo (te horen zijn pauken, grote trom en bekkens, tamboerijn en triangel, kleine trom met woodblocks, xylofoon, castagnetten, gong, zweep)  en vervolgens allen
15. Fuga: Allegro molto voor geheel orkest.

### Orkestratie
- 1 piccolo, 2 dwarsfluiten, 2 hobo’s, 2 klarinetten, 2 fagotten
- 4 hoorns, 2 trompetten, 2 trombones, 1 bastrombone, 1 tuba
- 1 stel pauken,  man/vrouw percussie voor grote trom en bekkens, tamboerijn en triangel, kleine trom met woodblocks, xylofoon, castagnetten, gong, zweep), 1 harp
- violen, altviolen, celli, contrabassen

## Discografie
Er zijn talloze opnamen gemaakt van dit werk. Er is een opname van bijvoorbeeld Britten zelf met het London Symphony Orchestra, maar ook een opname van het San Francisco Symphony Orchestra onder leiding van Michael Tilson Thomas. Het werk (en andere van Britten) was ook populair in de Sovjet-Unie, Gennadi Rozjdestvenski nam het in 1960 op met het Leningrad Philharmonisch Orkest.

## Vergelijkbare werken
Andere werken die gebruikt kunnen worden voor educatie van klassieke muziek zijn:
- Sergej Prokofjev: Peter en de wolf
- Camille Saint-Saens: Le Carnaval des Animaux
- Maurice Ravel: Bolero
- Modest Moessorgski: Schilderijen van een tentoonstelling